# 611326 Wilfredbuck
611326 Wilfredbuck è un asteroide della fascia principale. Scoperto nel 2006, presenta un'orbita caratterizzata da un semiasse maggiore pari a 2,795436 UA e da un'eccentricità di 0,054447, inclinata di 5,093090° rispetto all'eclittica.
Wilfred Buck è un custode canadese della tradizione stellare Cree/Ininewuk. Il suo nome Cree, Pawami Nikititicikiw, significa "custode dei sogni". Membro della nazione Cree Opaskwayak, ha insegnato astronomia Cree in tutto il mondo ed è autore di "Tipiskawi Kisik" e "I Have Lived Four Lives".